# Verwaltungsgemeinschaft Pausa

Lage der Verwaltungsgemeinschaft Pausa im Vogtlandkreis (Stand: 31. Dezember 2012)

Die Verwaltungsgemeinschaft Pausa befand sich im Vogtlandkreis im Freistaat Sachsen.
Die Verwaltungsgemeinschaft wurde am 10. Januar 2000 gebildet. Ihr gehörten die Städte Pausa/Vogtl. und Mühltroff an. Zum 1. Januar 2013 wurde die Verwaltungsgemeinschaft aufgelöst und die Stadt Mühltroff in die Stadt Pausa eingegliedert. Die entstehende Einheitsgemeinde trägt den Namen Pausa-Mühltroff.